# Louisa Adams
Louisa Catherine Johnson Adams (ur. 12 lutego 1775 w Londynie, zm. 15 maja 1852 w Waszyngtonie) – żona prezydenta Stanów Zjednoczonych Johna Quincy’ego Adamsa i pierwsza dama USA od 4 marca 1825 do 3 marca 1829.

## Życiorys
Louisa Catherine Johnson urodziła się 12 lutego 1775 w Londynie, jako córka kupca Joshuy Johnsona i Catherine Nut. Miała sześć sióstr i jednego brata. Naukę pobierała w Nantes oraz od prywatnych nauczycieli w Londynie. Swojego przyszłego męża, Johna Quincy’ego Adamsa poznała w 1793 roku w Londynie, gdy ten wizytował ich dom, jako ówczesny poseł amerykański w Holandii. Początkowo zainteresował się on starszą siostrą Louisy – Nancy. Kiedy spotykał się z Louisą, został mianowany posłem w Portugalii i przez 3 lata nie miał kontaktu z przyszłą żoną. W tym okresie powziął postanowienie zawarcia małżeństwa z Louisą, co aprobowali także rodzice obojga stron.
John i Louisa Adamsowie pobrali się 26 lipca 1797 w kościele All Hallows w Londynie. Po miesiącu miodowym oboje zamieszkali w Hadze, by wkrótce potem przenieść się do Berlina, gdzie John Quincy miał objąć placówkę dyplomatyczną. Louisa Adams nie interesowała się polityką ani życiem towarzyskim dyplomatów, jednak mimo tego uczestniczyła w balach i przyjęciach. W czasie pobytu w Prusach straciła dziecko w wyniku poronienia. Wiosną 1801 roku urodził się ich pierwszy syn, który został nazwany George Washington. Pół roku później powrócili z placówki dyplomatycznej do Quincy. Niedługo potem zamieszkali w Bostonie, gdzie urodziło się dwóch kolejnych synów. W 1803 roku John Quincy został senatorem i oboje przenieśli się do Waszyngtonu. Rok po zakończeniu pięcioletniej kadencji, Adams został posłem amerykańskim w Rosji, zatem oboje wyjechali do Petersburga. Tam też zaczęły się kłopoty zdrowotne Louisy. Spędziła tam sześć lat i w 1815 wyjechała do Paryża, gdzie jej mąż przebywał po zakończeniu negocjacji traktatu pokojowego z Wielką Brytanią. Przez kolejne dwa lata Adamsowie mieszkali w Londynie, gdzie John Quincy objął placówkę dyplomatyczną, a w 1817 powrócili do Waszyngtonu, gdyż objął on stanowisko sekretarza stanu. W tym okresie Louisa Adams podejmowała na przyjęciach dyplomatów, bowiem urzędująca pierwsza dama, Elizabeth Monroe niechętnie wydawała bankiety.
W czasie kampanii prezydenckiej w 1824 roku Louisa Adams aktywnie włączyła się w życie towarzyskie: wydawała przyjęcia i uczestniczyła w balach, co walnie przyczyniło się do zwycięstwa jej męża w wyborach. Obowiązki pierwszej damy jednak przerosły Louisę, która rzadko organizowała bankiety w czasie prezydentury męża. Ponadto, w tym okresie uwidoczniły się różnice charakterów u Adamsów, które często powodowały ostre konflikty między nimi.
Po zakończeniu prezydentury, oboje powrócili do Quincy, gdzie sytuacja między nimi uległa poprawie. Zbliżyła ich do siebie także śmierć syna, George’a w 1829. W latach 30. Adamsowie włączyli się aktywnie w ruch abolicjonistyczny i walkę o prawa kobiet. Po śmierci Johna Quincy’ego w 1848, Louisa popadła w depresję i nie wzięła udziału w oficjalnym nabożeństwie pogrzebowym. Sama zmarła 15 maja 1852 roku w Waszyngtonie.

## Życie prywatne
Louisa Johnson wyszła za mąż za Johna Quincy’ego Adamsa 26 lipca 1797 w kościele All Hallowi w Londynie. Spośród kilkunastu ciąż, co najmniej siedmiokrotnie poroniła, co nie pozostało bez wpływu na jej stan zdrowia. Mieli razem czworo dzieci – synów: George’a Washingtona (1801-1829), Johna (1803-1834) i Charlesa (1807-1886) i córkę Louisę Catherine (1811-1812).